# Bacherpark

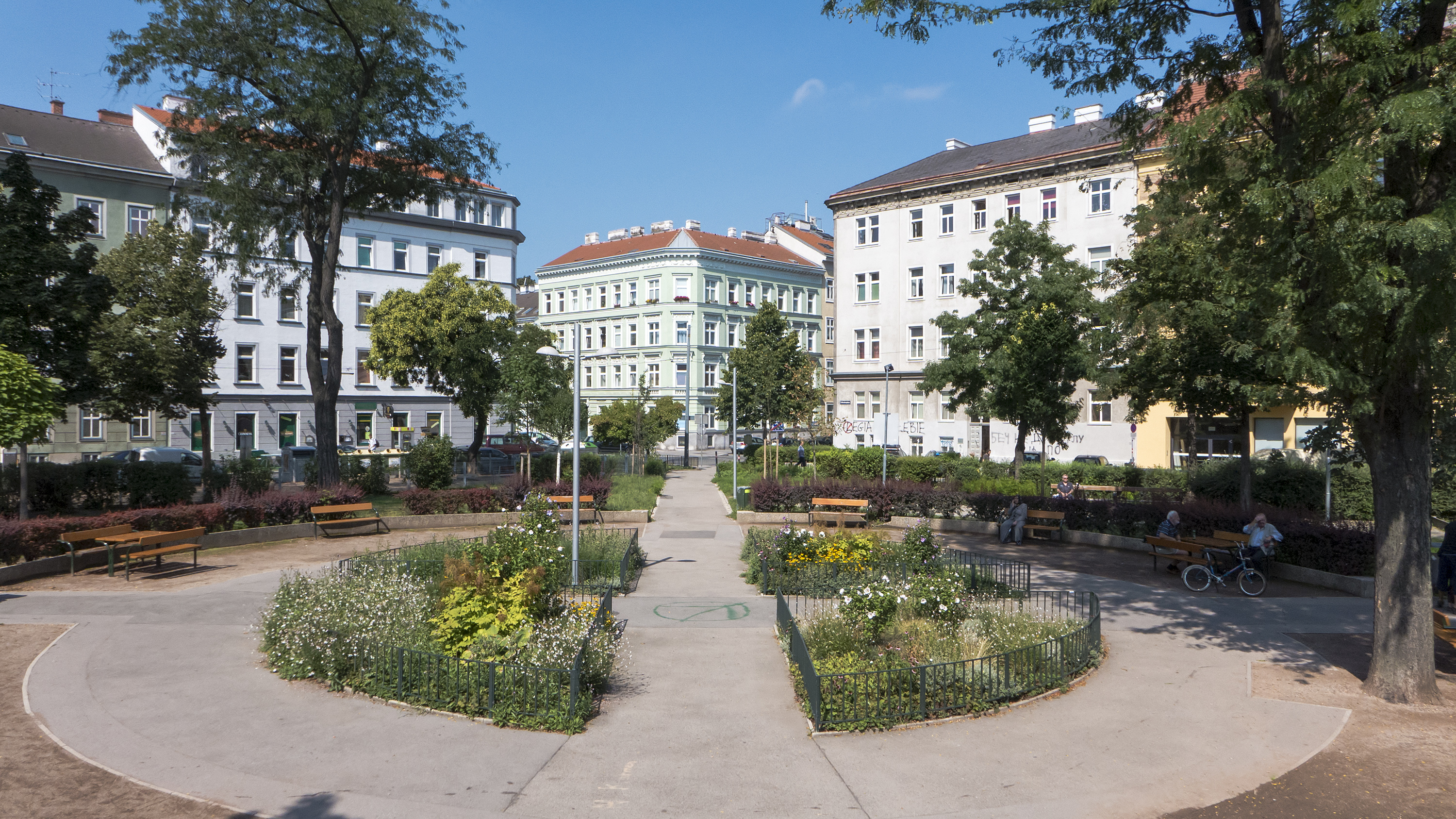
Der Bacherpark am Bacherplatz

Der Bacherpark ist eine rund 6.000 m² große städtische Parkanlage im 5. Wiener Gemeindebezirk Margareten. Er bezieht seinen Namen vom Bacherplatz, in dem er liegt. Benannt sind Park und Platz nach dem „bürgerlichen Zier- und Lustgärtner“ Leopold Bacher (1793–1869); er war durch vier Jahrzehnte Armenrat bzw. Armenbezirksdirektor in Margareten.
Der Park wird als Erholungsgebiet genutzt, vor allem aber als Spielplatz für die Kinder und Jugendlichen der nahen Schule. Im Jahr 2013 wurden durch eine Salzburger Firma zahlreiche Spiel- und Klettergeräte errichtet, darunter ein Baumhaus, zahlreiche Kletterpassagen, Wackelstege und eine „Ritterburg“. Weiters gibt es Ballsportanlagen im Park. Von Ende April bis Anfang Oktober ist die Parkbetreuung im Bacherpark zu Gast.
Es gibt eine Hundezone im Bacherpark. Diese wurde Ende 2013 renoviert, wobei die Oberfläche mit Lavagranulat und großen Ziersteinen gestaltet wurde.
Im Februar 2002 plante Bezirksvorsteher Kurt Wimmer (SPÖ) mit Zustimmung von ÖVP und FPÖ, eine dreigeschoßige „Volksgarage“ unter dem Bacherplatz zu errichten. 2004 bildete sich eine Bürgerinitiative, die dieses Vorhaben bekämpfte, und in kurzer Zeit 1.873 Protest-Unterschriften sammelte. Nichtsdestoweniger wurde die Änderung des Flächenwidmungsplans beschlossen. In der Folge kam es zu zahlreichen Protestkundgebungen. Im Jänner 2006 wurde der Park von Aktivisten besetzt, die ein Zeltlager errichteten, worauf sich ÖVP und FPÖ nun vom Garagenprojekt distanzierten. Schließlich ergab eine Anrainerbefragung eine Mehrheit von 65,9 % gegen das Projekt, das daraufhin vom Bezirksvorsteher eingestellt wurde.
In unmittelbarer Umgebung soll in den Jahren 2018 bis 2023 die neue U-Bahn-Station Reinprechtsdorfer Straße errichtet werden.

## Galerie

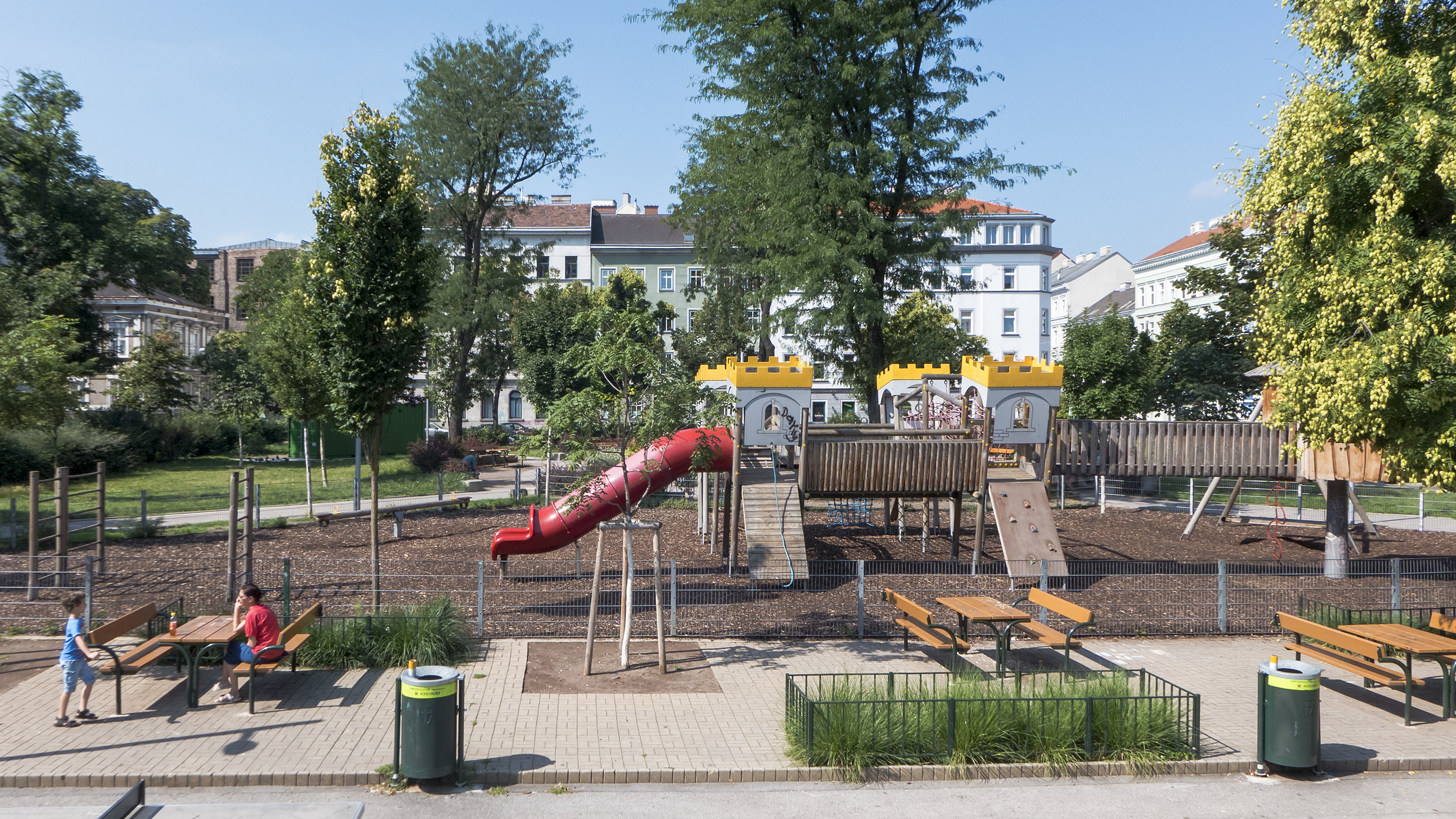
Spielanlage im Bacherpark
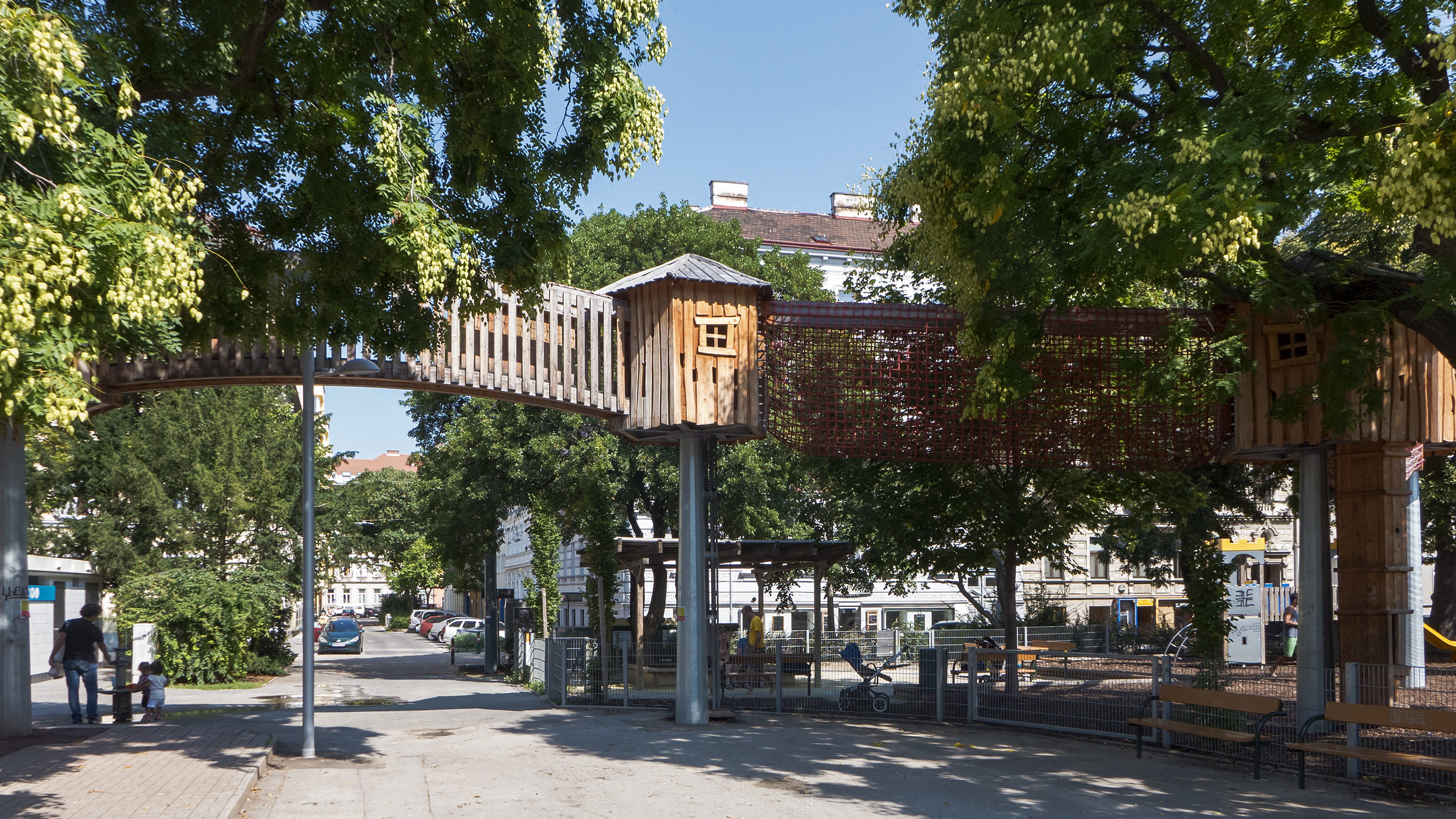
Baumhaus-Anlage im Park